# Torilis nodosa
Torilis nodosa là một loài thực vật có hoa trong họ Hoa tán. Loài này được (L.) Gaertn. miêu tả khoa học đầu tiên năm 1788.

## Hình ảnh

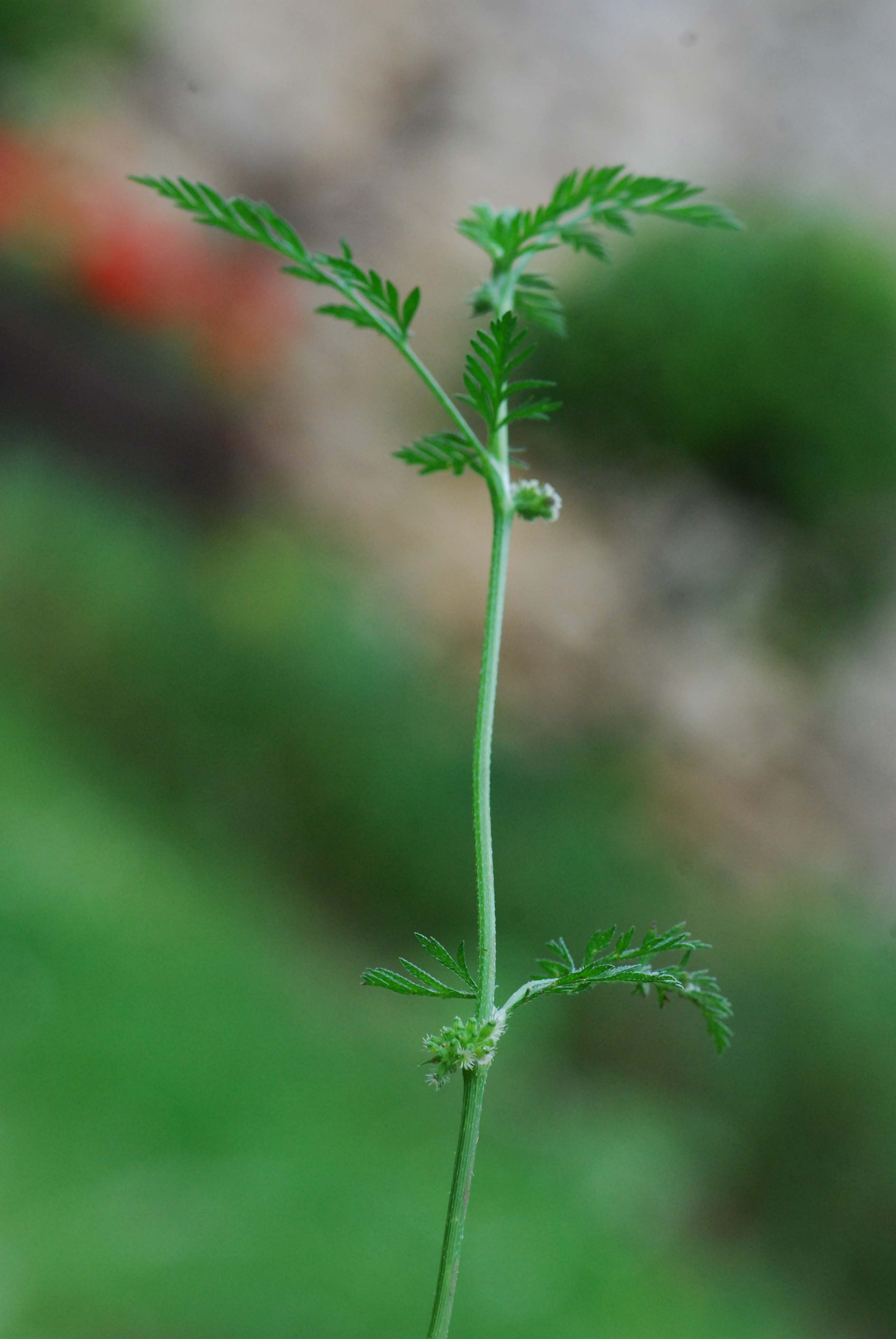
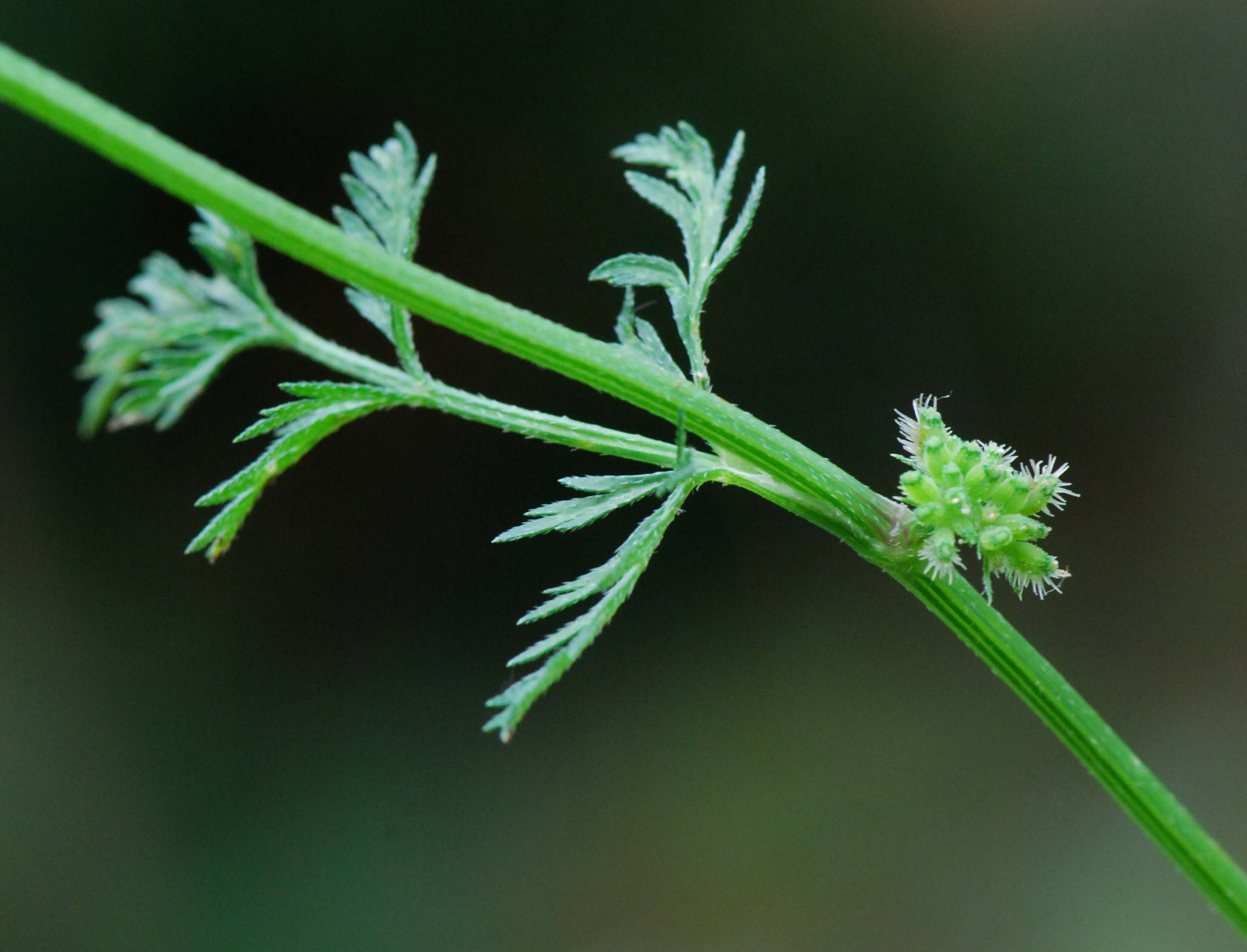
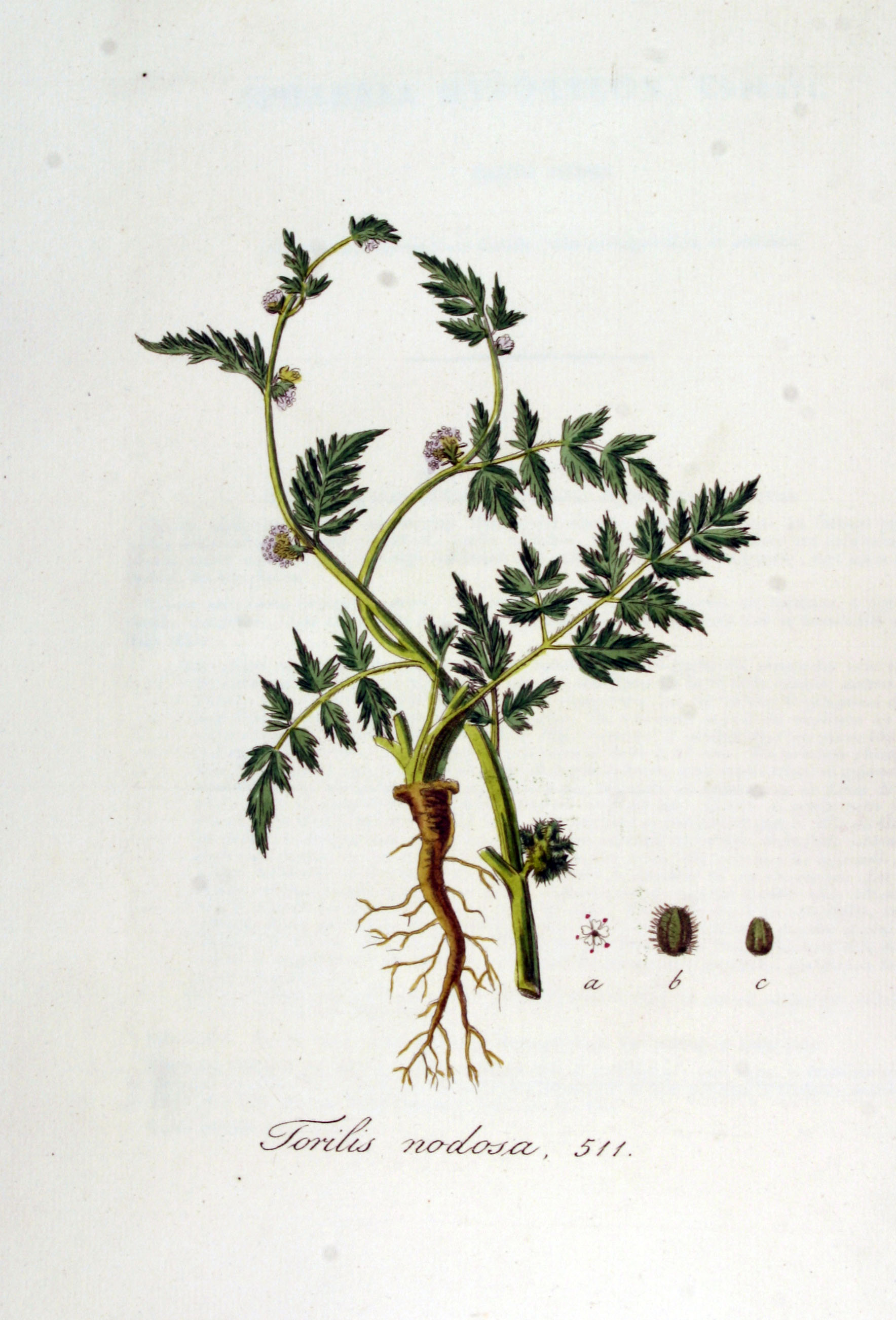